# Yeo Hoe-hyun

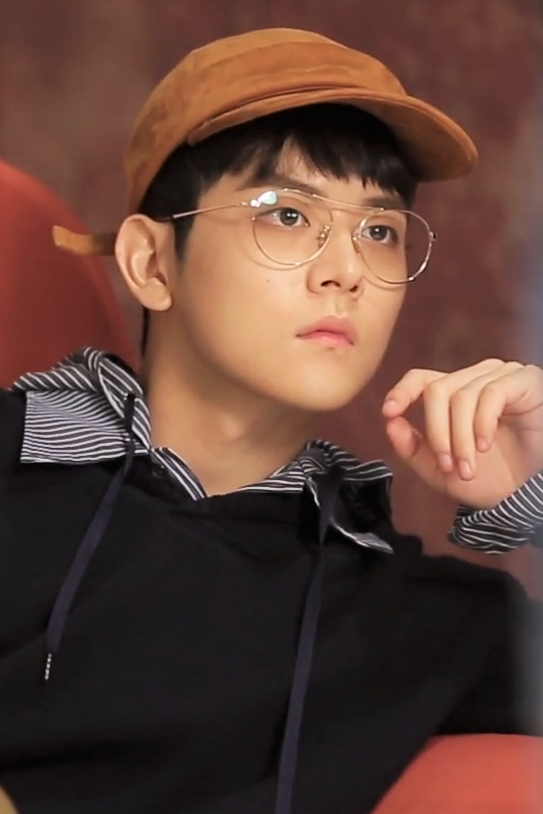
Yeo Hoe-hyun (2018).

Yeo Hoe-hyun (Gwangju, 9 maggio 1994) è un attore sudcoreano.

## Filmografia

### Cinema
- Geuraedo sar-aganda (그래도 살아간다?) (2014)
- Uri yeon-ae-ui iryeok (우리 연애의 이력?), regia di Jo Sung-eun (2016)
- Deokhye ongju (덕혜옹주?), regia di Heo Jin-ho (2016)
- Naege nam-eun sarang-eul (내게 남은 사랑을?), regia di Jin Gwang-gyo (2017)
- Ansiseong (안시성?), regia di Kim Gwang-sik (2018)

### Televisione
- Pinocchio (피노키오?) – serie TV (2014-2015)
- Chakhaji anh-eun yeojadeul (착하지 않은 여자들?) – serie TV (2015)
- Widaehan i-yagi - Ipsi-ui jeongseok (위대한 이야기 - 입시의 정석?) – film TV (2015)
- Eve-ui sarang (이브의 사랑?, Ibeu-ui sarangLR) – serie TV (2015)
- Yungnyong-i nareusya (육룡이 나르샤?) – serie TV (2015-2016)
- Eungdaphara 1988 (응답하라 1988?) – serie TV (2015-2016)
- Jang Yeong-sil (장영실?) – serie TV (2016)
- Gi-eok (기억?) – serie TV (2016)
- Manyeobogam (마녀보감?) – serie TV (2016)
- Doctors (닥터스?) – serie TV (2016)
- Solomon-ui wijeung (솔로몬의 위증?, Sollomon-ui wijeungLR) – serie TV (2016-2017)
- Jeonjijeok jjaksarang sijeom season 3 (전지적 짝사랑 시점 시즌 3?, Jeonjijeok jjaksarang sijeom sijeun 3LR) – webserie (2017)
- Jeonjijeok jjaksarang sijeom teukbyeolpan (전지적 짝사랑 시점 특별판?) – webserie (2017)
- Lingerie sonyeosidae (란제리 소녀시대?, Ranjeri sonyeosidaeLR) – serie TV (2017)
- Honja chuneun waltz (혼자 추는 왈츠?, Honja chuneun walcheuLR) – film TV (2017)
- Dangsin-i jamdeul sa-i-e (당신이 잠든 사이에?) – serie TV (2017)
- Short (쇼트?, SyoteuLR) – serie TV (2018)
- Gach-i sallae (같이 살래?) – serie TV (2018)
- A Love So Beautiful (아름다웠던 우리에게??) – webserie (2020)
- Kiss Sixth Sense (키스 식스 센스?) – serie TV, episodio 1 (2022) – cameo

## Riconoscimenti
| Anno | Premio           | Categoria                                                     | Opera nominata                            | Risultato       |
| ---- | ---------------- | ------------------------------------------------------------- | ----------------------------------------- | --------------- |
| 2017 | KBS Drama Awards | Miglior attore in un drama da un solo episodio/speciale/breve | Lingerie sonyeosidae, Honja chuneun waltz | Vincitore/trice |